# Jauja
Jauja è una città del Perù, capoluogo dell'omonima provincia, nella regione di Junín. Fu una delle prime città fondate dai conquistadores spagnoli nel XVI secolo.

## Storia
Già tra i principali centri abitati dell'Impero inca, fu fondata ufficialmente da Francisco Pizarro il 25 aprile 1534 come propria capitale, prima della fondazione di Ciudad de los Reyes, futura Lima, il 18 gennaio dell'anno successivo.

## Popolazione
Al censimento del 2007, la città contava una popolazione urbana di 16 424 abitanti.